# Терехов, Игорь Иванович
Игорь Иванович Терехов (род. 21 февраля 1970) — российский футболист, полузащитник. Мастер спорта России.

## Биография
Родился 21 февраля 1970 года.
Воспитанник «Динамо» Москва. В 1991 году играл за дубль ЦСКА. В марте — апреле 1992 года провёл четыре матча в составе московского «Локомотива» — три в Кубке СССР—СНГ, один — в чемпионате России (10 апреля в домашнем матче третьего тура против «Динамо» Ставрополь (3:0) вышел на замену на 82-й минуте). За дубль «Локомотива» сыграл 10 матчей, забил один гол во второй лиге, провёл один матч в Кубке России. В 1995 году сыграл 13 матчей за «Мосэнерго», после чего выступал за любительские клубы.
В марте 1992 года в составе сборной клубов России, созданной на базе «Локомотива», сыграл два матча против сборной Мексики (0:4, 1:1).
В 1996 году окончил РГУФК, стал работать детским тренером.